# Julianus von Sora
Julianus von Sora († um 140) war ein frühchristlicher Märtyrer, der als Heiliger verehrt wird.
Julianus stammte, den Märtyrerakten zufolge, aus Dalmatien. Auf einer Reise nach Anagni gab er sich Bediensteten des  Flavianus, dem Präfekten von Campanien, als Christ zu erkennen. Daraufhin wurde Julianus gefangen genommen. Man ließ ihn eine Woche im Kerker hungern und dürsten und folterte ihn dann auf der Streckbank, ohne dass er von seinem Glauben abfiel. Schließlich enthauptete man ihn. Viele Menschen wurden durch seine Standhaftigkeit bekehrt.
Julianus wird in Sora und Atina als Stadtpatron verehrt. Gedenktag des Heiligen ist der 27. Januar.